# Frédéric Rouzaud
Pour les articles homonymes, voir Rouzaud.
Frédéric Rouzaud, né le 19 juin 1967 est un homme d'affaires et chef d'entreprise français. Il est le directeur général de la maison de champagne Louis Roederer depuis le 1er juin 2006.

## Biographie
Frédéric Rouzaud gravit tous les échelons avant de prendre la direction de la maison de champagne Roederer en 2006. Il incarne la 2e génération de la famille Rouzaud à la tête de l'entreprise. 
Il a pour ambition « d’inventer le champagne de demain pour que Louis Roederer soit toujours considéré dans 20 ans comme la référence sur ce marché ».

## Fortune
La fortune de Frédéric Rouzaud et de sa famille est estimée à 700 millions d'euros en 2014. 